# Tariq Anwar
Tariq Anwar (Deli, 21 de setembro de 1945) é um montador britânico nascido na Índia cujos filmes incluem Center Stage, The Good Shepherd, The Madness of King George, American Beauty e The King's Speech; pelos dois últimos ele foi indicado ao Oscar de Melhor Edição. Ele atualmente vive nos Estados Unidos e no Reino Unido. Ele é pai da atriz Gabrielle Anwar
Anwar nasceu em Deli, Índia, sendo criado em Lahore e Bombaim. Sua mãe, Edith Reich, era uma judia austriaca. e seu pai era o diretor e ator indiano Rafiq Anwar. Ele se mudou para Londres junto com sua mãe depois de seus pais terem se divorciado.